# إدواردو ماتا ماتا
إدواردو ماتا ماتا (بالإسبانية: Eduardo Vladimiro Mata Asiain)‏ (بالإنجليزية: Eduardo Mata)‏ هو عالم موسيقى وملحن أمريكي ومكسيكي، ولد في 5 سبتمبر 1942 في مدينة مكسيكو في المكسيك، وتوفي في 4 يناير 1995 في كويرنافاكا في المكسيك بسبب حوادث الطيران.

## وصلات خارجية
- إدواردو ماتا ماتا على موقع IMDb (الإنجليزية)
- إدواردو ماتا ماتا على موقع ميوزك برينز (الإنجليزية)
- إدواردو ماتا ماتا على موقع إن إن دي بي (الإنجليزية)
- إدواردو ماتا ماتا على موقع أول ميوزيك (الإنجليزية)
- إدواردو ماتا ماتا على موقع ديسكوغز (الإنجليزية)